# Chrzanówka
Chrzanówka lub Chriniwka (ukr. Хрінівка) – wieś w rejonie ilinieckim obwodu winnickiego na Ukrainie.

## Dwór
- dwór wybudowany w XIX w. w stylu klasycystycznym przez Kałacera Sulatyckiego[1].